# OMX Baltic 10
OMX Baltic 10 (OMXB10) ist ein Börsenindex der Nasdaq, Inc. Er ist auch als Performanceindex (bezeichnet mit GI für Gross Index) verfügbar. Er umfasst die zehn liquidesten der an den baltischen Börsen in Tallinn, Riga und Vilnius gelisteten Aktien. Die Zusammensetzung und Gewichtung wird zweimal jährlich überprüft. Der Anteil jedes Unternehmens am Index richtet sich nach der Marktkapitalisierung und dem Streubesitz und ist auf maximal 15 % begrenzt.
Der OMX Baltic 10 gehört zu einer Indexfamilie, zu der auch der OMX Baltic, der OMX Baltic Benchmark sowie mehrere Sektorindizes gehören.

## Zusammensetzung
(Stand: April 2025)
| Unternehmen              | Logo | Land    | Branche           |
| ------------------------ | ---- | ------- | ----------------- |
| AS LHV Group             |      | Estland | Banken            |
| Coop Pank                |      | Estland | Banken            |
| Enefit Green             |      | Estland | Versorger         |
| Ignitis Group            |      | Litauen | Versorger         |
| Merko Ehitus             |      | Estland | Bau               |
| Šiaulių bankas           |      | Litauen | Banken            |
| Tallink Grupp            |      | Estland | Reederei          |
| Tallinna Kaubamaja Grupp |      | Estland | Handel            |
| Tallinna Sadam           |      | Estland | Reederei          |
| Telia Lietuva            |      | Litauen | Telekommunikation |